# Hirokazu Usami
Hirokazu Usami (宇佐美 宏和 Usami Hirokazu?), född 18 juni 1987 i Osaka prefektur, är en japansk fotbollsspelare.
Usami började sin karriär 2010 i Tochigi SC. Efter Tochigi SC spelade han för Shonan Bellmare, Montedio Yamagata och Fukushima United FC.